# Brachionus ahlstromi
Brachionus ahlstromi is een raderdiertjessoort uit de familie Brachionidae. De wetenschappelijke naam van deze soort is voor het eerst geldig gepubliceerd in 1939 door Lindeman.